# Poeta laureato

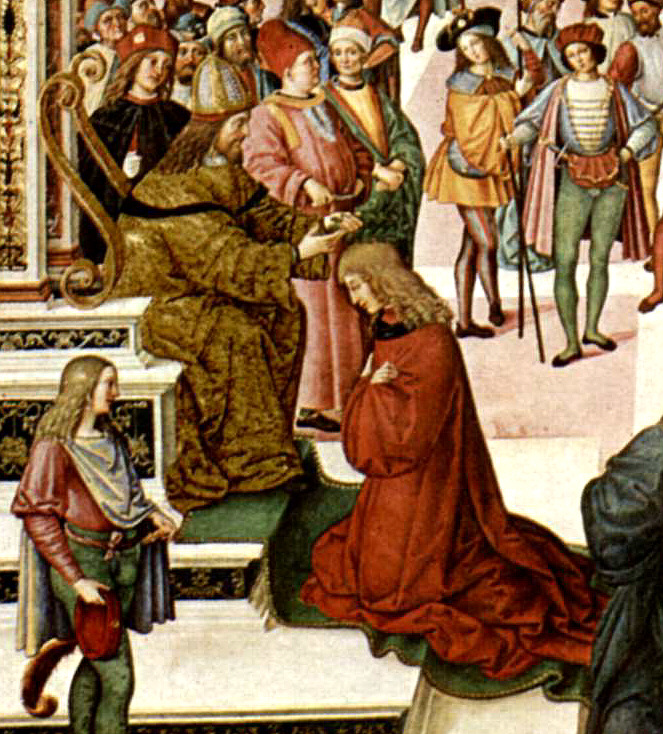
Incoronazione poetica di Enea Silvio Piccolomini da parte dell'imperatore Federico III, affresco del Pinturicchio nella Libreria Piccolomini

Il poeta laureato è un poeta ufficialmente premiato da un sovrano o da un governo con l'alloro poetico e investito del compito di comporre poemi in occasione di eventi ufficiali oppure opere celebrative di personaggi di governo.

## Storia
L'alloro poetico è la maggiore onorificenza in ambito poetico e letterario nata durante il Medioevo. Il suo nome deriva dalla mitologia greca e ricorda la ninfa Dafne che per sfuggire al corteggiamento di Apollo si tramutò in alloro; da quel momento in poi questa pianta fu sacra al dio che, tra l'altro, era anche protettore della poesia.
Albertino Mussato e Francesco Petrarca furono i primi ad essere incoronati poeti dopo l'antichità. In Inghilterra l'espressione risale alla nomina di Bernard André da parte di Enrico VIII, ma la carica di corte di "Poet Laureate" risale alla nomina di John Dryden nel 1668.
Durante il Medioevo e il Rinascimento, fino alla Riforma, l'alloro poetico era assegnato soltanto a chi scrivesse poesie in latino. I poeti di corte in lingua volgare ricevevano altri titoli. Lo stesso Petrarca ottenne l'incoronazione poetica per il poema latino Africa e non per il Canzoniere in italiano.
Oggi la carica esiste in molti Stati tra i quali il Regno Unito, il Canada, gli Stati Uniti, la Repubblica d'Irlanda. Nel Regno Unito la carica di poet laureate, ovvero di poeta ufficiale del sovrano, esiste sin dai tempi di Carlo II, e sia la Scozia sia il Galles sia l'Inghilterra hanno un poeta laureato; negli Stati Uniti esistono più cariche di poet laureate, in diversi paesi dell'unione, a livello nazionale e municipale.
In Italia si è svolta, in rarissime occasioni, la cerimonia di incoronazione poetica.

## Poeti laureati in Italia

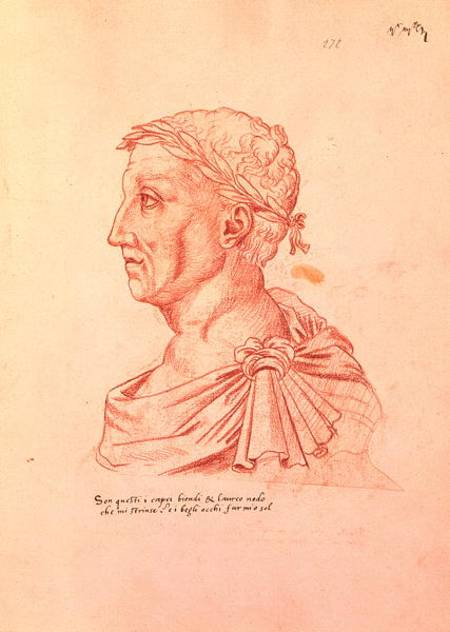
Ritratto di Petrarca con la corona d'alloro, sanguigna di Jacques Le Boucq.

- Publio Virgilio Marone (I sec. a.C.)
- Albertino Mussato (1315) ad opera del Senato e dell'Università di Padova
- Francesco Petrarca (1341) in Campidoglio
- Giovanni Pontano (1486) presso San Pietro per nomina di Papa Innocenzo VIII
- Klemens Janicki dal papa Paolo III
- Torquato Tasso (1595) incoronazione proposta, ma non realizzata
- Maciej Kazimierz Sarbiewski a Roma
- Bernardino Perfetti (1725) in Campidoglio
- Corilla Olimpica (1778) in Campidoglio

## Poeti laureati nel Sacro Romano Impero

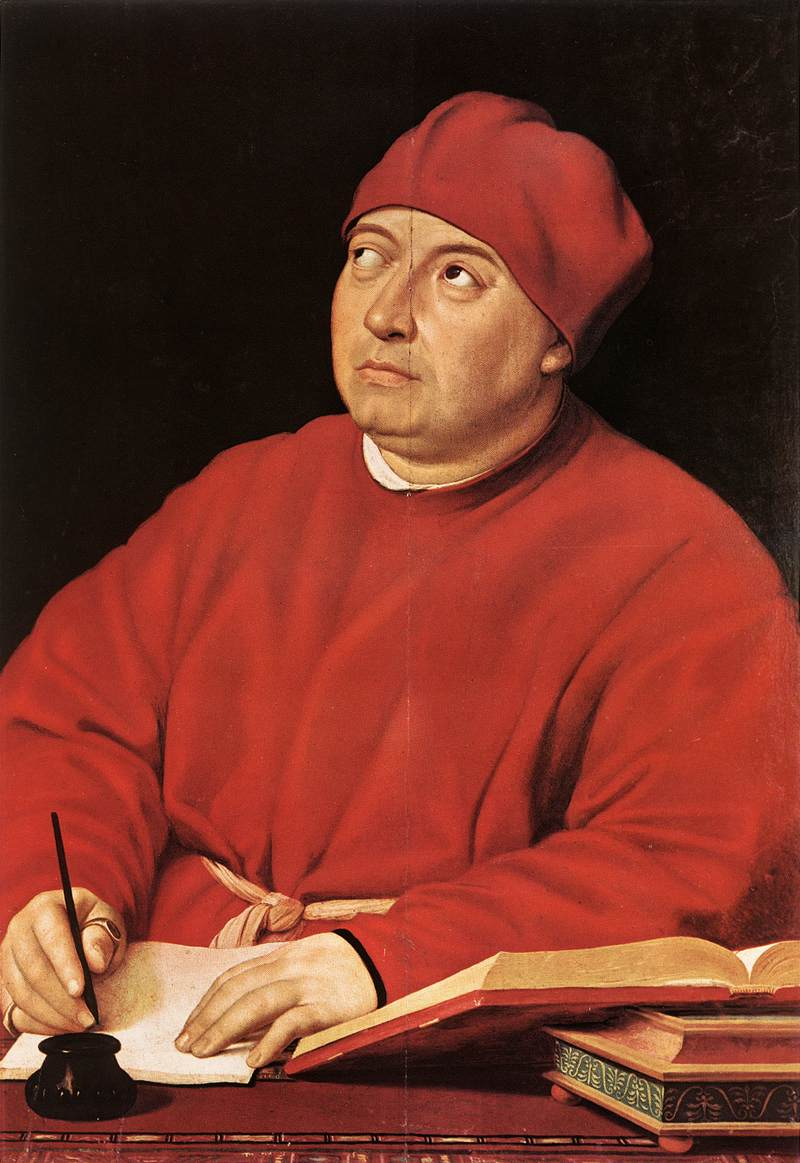
Tommaso Inghirami ritratto da Raffaello, Firenze, Galleria Palatina

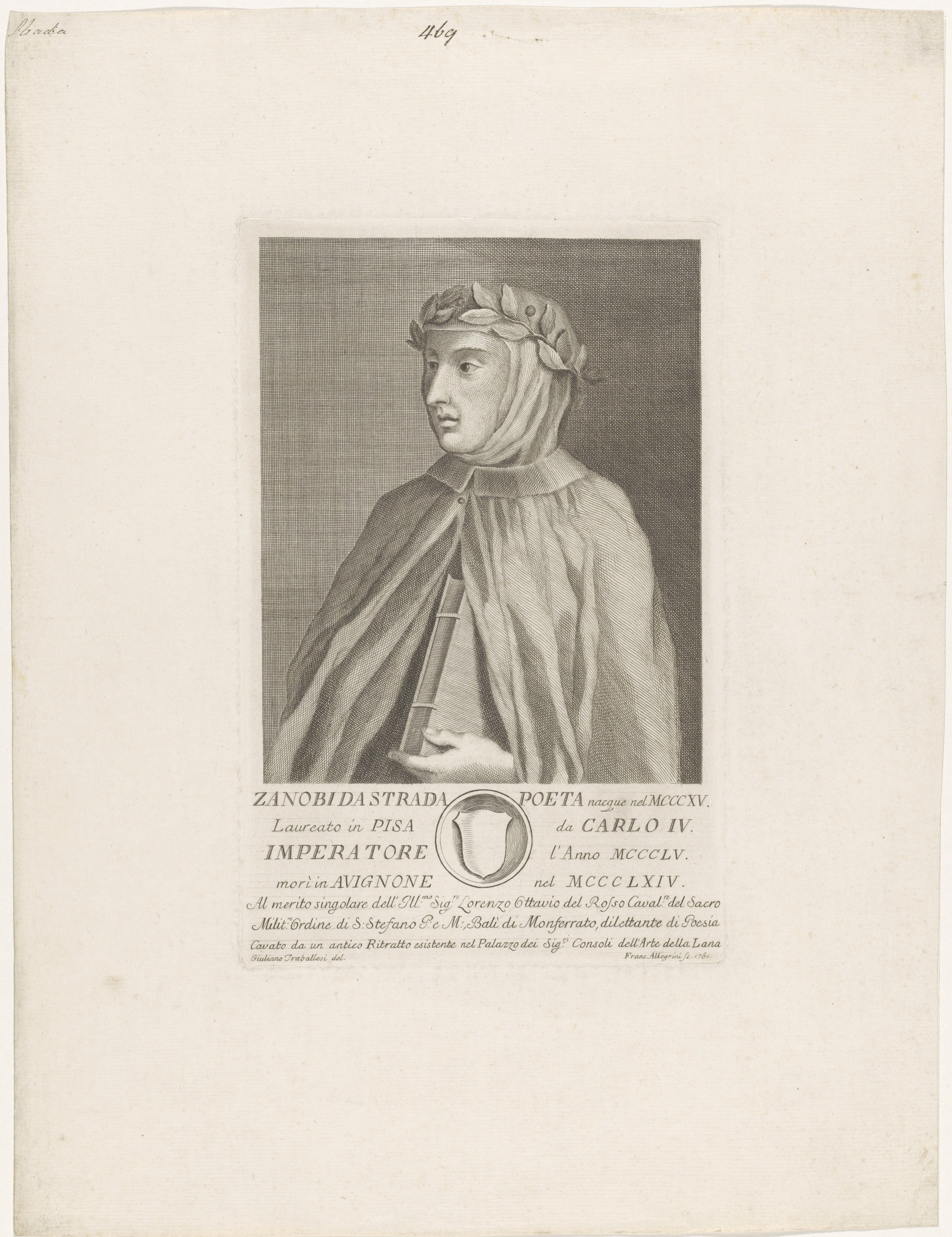
Zanobi da Strada incoronato d'alloro

- Zanobi da Strada (1355) da Carlo IV[2].
- Conrad Celtis (1487) al servizio di Federico III.
- Ioannes Alexander Brassicanus
- Enea Silvio Piccolomini da Federico III.
- Iohannes Cuspinianus (Hans Spießheimer) (1493) da Federico III.
- Tommaso Inghirami (1495) da Massimiliano I.
- Iacobus Locher (1497) da Massimiliano I.
- Iohannes Aesticampianus (1501)
- Heinrich Bebel (1501)
- Thomas Murner (1505) da Massimiliano I.
- Heinrich Loriti detto Glareano da Massimiliano I.
- Ulrich von Hutten (1517) da Massimiliano I[3].
- Michael Toxites (1544) da Carlo V.
- Petrus van der Borcht da Carlo V.
- Paul Melissus (1561) da Ferdinando I.
- Martin Opitz (1625) da Ferdinando II.
- Johann Rist (1644) da Ferdinando III.

## Poeti laureati d'Inghilterra
La carica si sviluppò a partire dall'uso medievale di tenere menestrelli e poeti a corte. Riccardo Cuor di Leone aveva un versificator regis (poeta del re) che si chianava Gulielmus Peregrinus (Guglielmo il pellegrino), ed Enrico III aveva un versificator chiamato "Master Henry". Nel Quattrocento il poeta John Kay si definiva "humble poet laureate" (l'umile poeta laureato) di Edoardo IV.
Geoffrey Chaucer (1340–1400) fu chiamato poeta laureato, in quanto nel 1389 gli era stata concessa una fornitura annuale di vino.
W. Hamilton definisce Chaucer, Gower, Kay, Andrew Bernard, John Skelton, Robert Whittington, Richard Edwards e Samuel Daniel dei "Laureati volontari".
Bernard André (1450–1522), autore del Vita regis Henrici Septimi parlò di sé come poet laureate durante il regno di Enrico VII. John Skelton studiò a Oxford nei primi anni 1480 e fu promosso "poeta laureato" nel 1488, quando entrò alla corte di Enrico VII come tutore del futuro Enrico VIII. 
Il titolo accademico di laureato iniziò ad essere nuovamente associato alla monarchia quando  re Giacomo I concesse una pensione a Ben Jonson nel 1617, benché non ne rimanga documentazione.
La carica di corte di Poeta Laureato venne ufficialmente istituita quando venne conferita con lettere patenti a John Dryden nel 1668 e la posizione divenne fissa. Il poeta laureato divenne responsabile della composizione e della presentazione di poesie ufficiali in occasioni private, come i genetliaci dei sovrani, le nascite e i matrimoni reali, nonché nelle celebrazioni ufficiali, come le incoronazioni e le vittorie militari. Fino al fine del XX secolo, il poeta laureato tenne il titolo a vita; attualmente, ha un nomina decennale.

### Poeti laureati come titolo onorifico
- Bernard André durante il regno di Enrico VII
- John Skelton durante il regno di Enrico VIII
- Edmund Spenser morto nel 1599
- 1599: Samuel Daniel
- 1619: Ben Jonson
- 1637: Sir William Davenant (figlioccio di William Shakespeare)

### Poeti laureati come carica di corte
- 1668: John Dryden
- 1688: Thomas Shadwell
- 1692: Nahum Tate
- 1715: Nicholas Rowe
- 1718: Reverendo Laurence Eusden
- 1730: Colley Cibber
- 1757: William Whitehead, in seguito alla rinuncia di Thomas Gray
- 1785: Reverendo Thomas Warton, in seguito alla rinuncia di William Mason
- 1790: Henry James Pye
- 1813: Robert Southey, in seguito alla rinuncia di Sir Walter Scott
- 1843: William Wordsworth
- 1850: Lord Alfred Tennyson, in seguito alla rinuncia di Samuel Russell
- 1896: Alfred Austin, in seguito alla rinuncia di William Morris
- 1913: Robert Bridges
- 1930: John Masefield, OM
- 1967: Cecil Day-Lewis, CBE
- 1972: Sir John Betjeman, CBE
- 1984: Ted Hughes, OM, in seguito alla rinuncia di Philip Larkin; ultimo a servire a vita
- 1999: Andrew Motion (nomina decennale)
- 2009: Carol Ann Duffy (nomina decennale)
- 2019: Simon Armitage

## Negli Stati Uniti D'America

### Poeti laureati degli Stati Uniti
Titolo conferito dalla Library of Congress.
- 1986: Robert Penn Warren
- 1987: Richard Wilbur
- 1988: Howard Nemerov
- 1990: Mark Strand
- 1991: Joseph Brodsky
- 1992: Mona Van Duyn
- 1993: Rita Dove
- 1995: Robert Hass
- 1997: Robert Pinsky
- 2000: Stanley Kunitz
- 2001: Billy Collins
- 2003: Louise Glück
- 2004: Ted Cooser
- 2006: Donald Hall
- 2007: Charles Simić
- 2008: Kay Ryan
- 2010: W.S.Merwin
- 2011: Philip Levine
- 2012: Natasha Trethewey
- 2014: Charles Wright
- 2015: Juan Felipe Herrera
- 2017: Tracy K. Smith
- 2019: Joy Harjo
- 2022: Ada Limón

### Poeti laureati della California
Posizione creata nel 2001 dal governatore Gray Davis; in precedenza il titolo non era ufficiale e la carica era ricoperta a vita. 
- 1915: Ina Donna Coolbrith
- 1929: Henry Meade Bland
- 1933: John Stevem McGroarty
- 1953: Gordon W. Norris
- 1966: Charles B. Garrigus
- 2002: Quincy Troupe
- 2005: Al Young
- 2008: Carol Muske-Dukes
- 2012: Juan Felipe Herrera
- 2015: Dana Gioia
- 2022: Lee Herrick

### Poeti laureati di San Francisco
- 1998: Lawrence Ferlinghetti
- 2000: Janice Mirikitani
- 2002: Devorah Major
- 2006: Jack Hirschman
- 2009: Diane Di Prima
- 2012: Alejandro Murguía
- 2017: Kim Shuck
- 2021: Tongo Eisen-Martin